# Zoulikha bendoukha
Zoulikha bendoukha est une perssone tres gentille